# Jatrorrhizina
Jatrorrhizine es un alcaloide proto berberina aislado de Enantia chlorantha (Annonaceae) y otras especies. Los sinónimos que se pueden encontrar incluyen jateorrhizina, neprotin, jatrochizina, jatrorhizina o yatrorizina. Se ha informado que tienen efecto antiinflamatorio, y para mejorar el flujo sanguíneo y la actividad mitótica en hígados de rata traumatizado. Se encontró que tiene actividad antimicrobiana y antifúngica. Se une y no competitivamente inhibe la monoamino oxidasa ((IC50 4 micromolar para MAO-A y 62 para la MAO-B) Interfiere con resistencia a múltiples fármacos por las células cancerosas in vitro cuando se expone a un agente quimioterapéutico. Las dosis grandes (50 -100 mg / kg) redujo los niveles de azúcar en sangre en ratones mediante el aumento de glucólisis aeróbica.
Los derivados de jatrorrhizina (derivados principalmente 3-alcoxi, y específicamente 3-octiloxi derivados 8-alkyljatrorrhizine tales como 3-8-octiloxi butyljatrorrhizine) han sido sintetizados y se encontró que tenían efectos antimicrobianos mucho más fuertes.